# Abdülkerim Nadir Pasha
Abdulkerim Nadir Pasha (6.5.1809-1883) fue un soldado turco otomano, nacido en Chirpan, Provincia de Stara Zagora, Bulgaria Otomana. Se graduó de la academia militar en Estambul y fue enviado a Viena para continuar su educación (1836-1841). Fue el comandante de las fuerzas otomanas en el este de Anatolia durante la Guerra de Crimea donde dirigió numerosos ataques contra las fuerzas Rusas en Gyumri. Asumió el mando de la fortaleza de Kars y ganó la Batalla de Bayandir. Pero después de un error en el comando de las operaciones militares por parte de Ahmet Pasha, fue culpado de esto y posteriormente destituido de su cargo y reemplazado por Ahmet Pasha en enero de 1854. Después de la guerra, fue nombrado gobernador de Salónica.
Fue elegido por el parlamento constitucional en 1876 como senador, aunque conservó su posición en el ejército y trató con varios disturbios en Serbia en 1877. Debido al éxito al tratar con estos disturbios, fue nombrado comandante de una división de las fuerzas del Danubio durante la Guerra Ruso-Turca. Después de varios fracasos militares en esta guerra, fue exiliado a la isla de Rodas, donde murió.